# Salix bangongensis
Salix bangongensis là một loài thực vật có hoa trong họ Liễu. Loài này được C. Wang & C.F. Fang miêu tả khoa học đầu tiên năm 1979.